# Derbi canario de baloncesto
Se denomina derbi canario de baloncesto a los partidos que enfrenta y ha enfrentado a los cinco equipos que representan a la comunidad autónoma de Canarias: el Club Baloncesto Canarias, el Club Baloncesto Gran Canaria, el Real Club Náutico de Tenerife, el Tenerife Amigos del Baloncesto y Tenerife Club de Baloncesto, es el equivalente baloncestístico del derbi canario de fútbol. 

## Resultados de los derbis
| Temporada   | Fecha    | Local                  | Resultado | Visitante              |
| 1ª División |          |                        |           |                        |
| 1981/82     | 29/11/81 | CB Canarias            | 118-95    | RC Náutico de Tenerife |
| 1981/82     | 07/03/82 | RC Náutico de Tenerife | 80-102    | CB Canarias            |
| Liga ACB    |          |                        |           |                        |
| 1988/89     | 20/12/88 | Tenerife AB            | 64-69     | CB Gran Canaria        |
| 1988/89     | 12/02/89 | CB Gran Canaria        | 71-62     | Tenerife AB            |
| 1988/89     | 25/03/89 | CB Gran Canaria        | 69-65     | Tenerife AB            |
| 1988/89     | 22/04/89 | Tenerife AB            | 71-73     | CB Gran Canaria        |
| 1988/89     | 06/05/89 | CB Canarias            | 72-74     | Tenerife AB            |
| 1988/89     | 08/05/89 | CB Canarias            | 87-78     | Tenerife AB            |
| 1988/89     | 11/05/89 | Tenerife AB            | 76-80     | CB Canarias            |
| 1988/89     | 13/05/89 | Tenerife AB            | 80-77     | CB Canarias            |
| 1988/89     | 16/05/89 | CB Canarias            | 88-79     | Tenerife AB            |
| 1989/90     | 23/09/89 | Tenerife AB            | 71-69     | CB Gran Canaria        |
| 1989/90     | 28/10/89 | CB Gran Canaria        | 80-76     | CB Canarias            |
| 1989/90     | 07/11/89 | Tenerife AB            | 79-87     | CB Canarias            |
| 1989/90     | 09/12/89 | CB Gran Canaria        | 98-73     | Tenerife AB            |
| 1989/90     | 14/01/90 | CB Canarias            | 70-64     | CB Gran Canaria        |
| 1989/90     | 27/01/90 | CB Canarias            | 82-83     | Tenerife AB            |
| 1989/90     | 17/02/90 | CB Canarias            | 81-84     | Tenerife AB            |
| 1989/90     | 03/03/90 | CB Canarias            | 83-73     | CB Gran Canaria        |
| 1989/90     | 24/03/90 | CB Gran Canaria        | 81-79     | Tenerife AB            |
| 1989/90     | 03/04/90 | Tenerife AB            | 77-98     | CB Canarias            |
| 1989/90     | 10/04/90 | CB Gran Canaria        | 78-76     | CB Canarias            |
| 1989/90     | 24/04/90 | Tenerife AB            | 89-82     | CB Gran Canaria        |
| 2003/04     | 12/10/03 | Tenerife CB            | 68-82     | CB Gran Canaria        |
| 2003/04     | 08/02/04 | CB Gran Canaria        | 66-59     | Tenerife CB            |
| 2004/05     | 10/10/04 | Tenerife CB            | 63-93     | CB Gran Canaria        |
| 2004/05     | 23/01/05 | CB Gran Canaria        | 60-50     | Tenerife CB            |
| 2012/13     | 04/11/12 | CB Canarias            | 71-76     | CB Gran Canaria        |
| 2012/13     | 03/03/13 | CB Gran Canaria        | 78-70     | CB Canarias            |
| 2013/14     | 03/11/13 | CB Gran Canaria        | 79-61     | CB Canarias            |
| 2013/14     | 23/03/14 | CB Canarias            | 72-68     | CB Gran Canaria        |
| 2014/15     | 14/12/14 | CB Gran Canaria        | 79-64     | CB Canarias            |
| 2014/15     | 07/05/15 | CB Canarias            | 71-68     | CB Gran Canaria        |
| 2015/16     | 15/11/15 | CB Canarias            | 65-63     | CB Gran Canaria        |
| 2015/16     | 31/01/16 | CB Gran Canaria        | 90-80     | CB Canarias            |
| 2016/17     | 02/10/16 | CB Gran Canaria        | 81-92     | CB Canarias            |
| 2016/17     | 11/02/17 | CB Canarias            | 60-70     | CB Gran Canaria        |
| 2017/18     | 30/12/17 | CB Canarias            | 92-71     | CB Gran Canaria        |
| 2017/18     | 29/04/18 | CB Gran Canaria        | 68-76     | CB Canarias            |

## Balance
| Equipo                 | Derbis | Ganados | Perdidos | % Victorias | Puntos Favor | Puntos Contra |
| ---------------------- | ------ | ------- | -------- | ----------- | ------------ | ------------- |
| CB Gran Canaria        | 26     | 17      | 9        | 68%         | 1890         | 1783          |
| CB Canarias            | 25     | 14      | 11       | 59,16%      | 1993         | 1932          |
| Tenerife AB            | 17     | 6       | 11       | 35,30%      | 1284         | 1364          |
| Tenerife CB            | 4      | 0       | 4        | 0%          | 240          | 301           |
| RC Náutico de Tenerife | 2      | 0       | 2        | 0%          | 175          | 220           |